# Брязгино
Брязгино — деревня в Сокольском районе Вологодской области.
Входит в состав Архангельского сельского поселения, с точки зрения административно-территориального деления — в Архангельский сельсовет.
Расстояние по автодороге до районного центра Сокола — 13 км, до центра муниципального образования Архангельского — 2 км.
По данным переписи в 2002 году постоянного населения не было.